# نصيركندي (تشاراويماق)
نصيركندي (بالفارسية: نصیرکندی) هي منطقة سكنية تقع في قسم قوريتشاي الشرقي الريفي في إيران. يقدر عدد سكانها بـ 80 نسمة .